# Partido Hipólito Yrigoyen
Hipólito Yrigoyen ist ein Partido im Norden der Provinz Buenos Aires in Argentinien. Laut einer Schätzung von 2019 hat der Partido 10.205 Einwohner auf 1.663 km². Der Verwaltungssitz ist die Ortschaft Henderson. Der Partido wurde 1960 von der Provinzregierung geschaffen. Der Name wurde als Hommage an Hipólito Yrigoyen gewählt, der von 1916 bis 1922 und erneut von 1928 bis 1930 Präsident von Argentinien war.

## Orte
Hipólito Yrigoyen ist in 4 Ortschaften und Städte, sogenannte Localidades, unterteilt.
- Henderson
- Herrera Vegas
- María Lucila
- Coraceros